# Drapeau de Zumaia
Le Drapeau de Zumaia (Bandera de Zumaya en castillan) est une compétition annuelle d'aviron, concrètement de trainières, qui se déroule à Zumaia depuis 1986.

## Palmarès
| Édition | Année | Vainqueur      | Second          | Troisième     |
| ------- | ----- | -------------- | --------------- | ------------- |
| I       | 1986  | Zumaia         | San Juan        | San Pedro     |
| II      | 1987  | San Pedro      | Zumaia          | San Juan      |
| III     | 1988  | San Pedro      | Zumaia          | Ur-Kirolak    |
| IV      | 1989  | San Pedro      | Zumaia          | Hondarribia   |
| V       | 1990  | San Pedro      | Arraun Lagunak  | San Juan      |
| VI      | 1991  | Arraun Lagunak | Koxtape         | Orio          |
| VII     | 1992  | Arraun Lagunak | San Pedro       | Hondarribia   |
| VIII    | 1993  | Hondarribia    | Arraun Lagunak  | Orio          |
| IX      | 1994  | Santurtzi      | Raspas          | Illunbe       |
| X       | 1995  | Getaria        | San Pedro       | Donibaneko    |
| XI      | 1996  | Zarautz        | Getaria         | Hondarribia B |
| XII     | 1997  | --             | --              | --            |
| XIII    | 1998  | Orio           | --              | --            |
| XIV     | 1999  | San Pedro      | --              | --            |
| XV      | 2000  | Orio           | San Juan        | Isuntza       |
| XVI     | 2001  | Orio           | --              | --            |
| XVII    | 2002  | Orio           | San Juan        | Hondarribia   |
| XVIII   | 2003  | --             | --              | --            |
| XIX     | 2004  | --             | --              | --            |
| XX      | 2005  | Zumaia         | Zarautz         | Getaria       |
| XXI     | 2006  | Orio           | Castro-Urdiales | Hondarribia   |
| XXII    | 2007  | Zarautz        | Hondarribia     | Orio          |
| XXIII   | 2008  | Orio           | Urdaibai        | Zarautz       |
| XXIV*   | 2009  | --             | --              | --            |
| XXV     | 2010  | Urdaibai       | Orio            | Pedreña       |

* Lors de l'édition 2009 les mauvaises conditions climatiques en mer obligent la suspension de la régate.